# Comunità economica e monetaria dell'Africa centrale
La Comunità economica e monetaria dell'Africa centrale (in francese: Communauté économique et monétaire de l'Afrique centrale - CEMAC) è un'organizzazione internazionale composta da alcuni stati dell'Africa centrale allo scopo di promuovore l'integrazione economica tra i paesi che usano la medesima valuta, il franco CFA (XAF), all'interno di quella che viene definita la zona franco.
Fondata nel 1964 con il nome di Unione doganale ed economica dell'Africa centrale (UDEAC) nel marzo del 1994 venne trasformata in CEMAC.

## Membri
- Camerun
- Ciad
- Gabon
- Guinea Equatoriale
- Rep. Centrafricana
- Rep. del Congo